# Stazione meteorologica di Vibo Valentia
La stazione meteorologica di Vibo Valentia è la stazione meteorologica di riferimento per il Servizio Meteorologico dell'Aeronautica Militare e per l'Organizzazione Meteorologica Mondiale relativa alla città di Vibo Valentia.

## Caratteristiche
La stazione meteorologica si trova nell'Italia meridionale, in Calabria, nel comune di Vibo Valentia, a 520 metri s.l.m. e alle coordinate geografiche 38°40′01.05″N 16°06′00.39″E.
L'osservatorio è rimasto presidiato fino al 1975, ed in seguito sostituito da una stazione meteorologica automatica di tipo DCP.

## Medie climatiche ufficiali

### Dati climatologici 1951-1980
In base alla media trentennale 1951-1980, effettivamente elaborata dal 1952 al 1975 e non dissimile da quella del trentennio di riferimento climatico 1961-1990 dell'Organizzazione Mondiale della Meteorologia, la temperatura media del mese più freddo, gennaio, si attesta a +7,3 °C; quella del mese più caldo, agosto, è di +22,3 °C
Le precipitazioni medie annue fanno registrare il valore di 902 mm, con marcato minimo in estate ed elevato picco in autunno-inverno.
| Vibo Valentia (1951-1980) | Mesi | Mesi | Mesi | Mesi | Mesi | Mesi | Mesi | Mesi | Mesi | Mesi | Mesi | Mesi | Stagioni | Stagioni | Stagioni | Stagioni | Anno |
| Vibo Valentia (1951-1980) | Gen  | Feb  | Mar  | Apr  | Mag  | Giu  | Lug  | Ago  | Set  | Ott  | Nov  | Dic  | Inv      | Pri      | Est      | Aut      | Anno |
| ------------------------- | ---- | ---- | ---- | ---- | ---- | ---- | ---- | ---- | ---- | ---- | ---- | ---- | -------- | -------- | -------- | -------- | ---- |
| T. max. media (°C)        | 10,0 | 10,7 | 12,1 | 15,1 | 19,3 | 23,6 | 26,2 | 26,6 | 23,9 | 19,1 | 15,1 | 11,7 | 10,8     | 15,5     | 25,5     | 19,4     | 17,8 |
| T. min. media (°C)        | 4,5  | 4,4  | 5,6  | 7,9  | 11,3 | 15,1 | 17,4 | 18,0 | 16,1 | 12,3 | 9,1  | 6,1  | 5,0      | 8,3      | 16,8     | 12,5     | 10,7 |
| Precipitazioni (mm)       | 123  | 90   | 86   | 66   | 47   | 24   | 23   | 30   | 64   | 103  | 109  | 137  | 350      | 199      | 77       | 276      | 902  |